# Givin' It Back
Givin' It Back è un album del gruppo musicale statunitense The Isley Brothers, pubblicato dall'etichetta discografica T-Neck il 25 settembre 1971.

## Tracce

### Lato A
1. Ohio/Machine Gun (medley)
2. Fire and Rain
3. Lay Lady Lay

### Lato B
1. Spill the Wine
2. Nothing to Do But Today
3. Cold Bologna
4. Love the One You're With